# George Burford
George Henry Burford (Kidderminster, 25 aprile 1875 – Brockton, 1931) è stato un allenatore di calcio inglese.

## Carriera
Ha guidato la Nazionale statunitense alle Olimpiadi del 1924 e del 1928.